# یواس‌اس مراک (ای‌اف-۲۱)
یواس‌اس مراک (ای‌اف-۲۱) (به انگلیسی: USS Merak (AF-21)) یک کشتی بود که طول آن ۴۴۷ فوت ۱۰ اینچ (۱۳۶٫۵۰ متر) بود.